# Heteria
Heteria (em grego: ἑταιρεία; romaniz.: Hetaireia; em latim: Hetaeria) foi um corpo de guarda-costas do Império Bizantino. O seu nome significa "a Companhia", reminiscente da antiga companhia de cavalaria macedónica (Heteros). A Heteria imperial, composta principalmente de estrangeiros, fazia parte da guarda imperial bizantina juntamente com as tagmas nos séculos IX a XII. O termo designava também os corpos mais pequenos de guarda-costas dos generais das províncias (stratēgoi, estrategos), os quais eram comandados por um conde (em grego: κόμης τῆς ἑταιρείας; romaniz.: komēs tēs hetaireias). A partir do século XIII, Heteria passou a designar genericamente os séquitos armados dos magnatas, ligados por juramento solene aos seus amos.

## História e papel da Heteria imperial

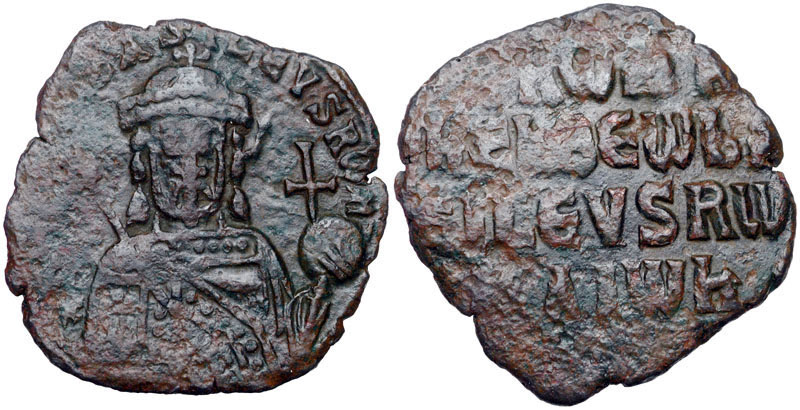
Fólis do grande heteriarca e mais tarde imperador r.

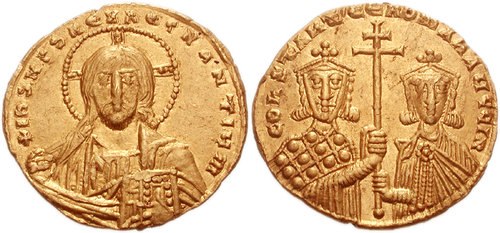
Soldo de r. e r.

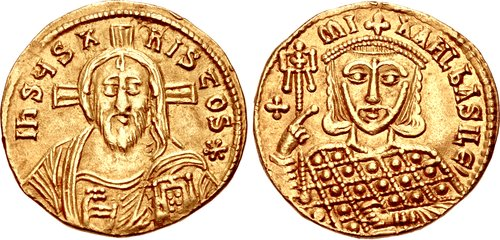
Soldo de r.

### Literatura complementar
- Karlin-Hayter, Patricia (1974), «L'hétériarque. L'évolution de son rôle du "De Cerimoniis" au "Traité des Offices"», Jahrbuch der österreichischen Byzantinistik, 23: 101–143